# اناتولي نيكولايش
اناتولي نيكولايش (بالرومانية: Anatolie Nicolaeș)‏ (17 أبريل 1996 ببالتسي في مولدوفا - ) هو لاعب كرة قدم مولدوفي في مركز الدفاع. لعب مع يو دي ليريا.

## وصلات خارجية
- اناتولي نيكولايش على موقع الاتحاد الأوربي (الإنجليزية)
- اناتولي نيكولايش على موقع قاعدة بيانات كرة القدم.إي يو (الإنجليزية)
- اناتولي نيكولايش على موقع Soccerway.com (الإنجليزية)
- اناتولي نيكولايش على موقع عالم كرة القدم.نت (الإنجليزية)